# Saturday Night (musikalbum)
Saturday Night är The Bear Quartets tolfte studioalbum, utgivet 2005.

## Låtlista[1]
1. "I Know My Owner" - 4:19
2. "Birds Are Singing Deep Within the Greenery" - 3:43
3. "Loneliness Abandons the Lonely" - 1:50
4. "I Have an Itch" - 2:26
5. "I Speak Much English" - 3:44
6. "Little Ghost" - 4:45
7. "Weakling Keep Blinking" - 6:06
8. "The Supremes" - 2:17
9. "Today I Will Dress Up" - 2:56
10. "Your Name Here" - 5:53
11. "Class Trip" - 3:07
12. "Death to the Bear Quartet" - 4:26

## Mottagande
Skivan fick ett gott mottagande när den utkom och snittar på 3,3/5 på Kritiker.se, baserat på fyra recensioner.